# Yoko
Yoko es una película infantil alemana de 2012 dirigida por Franziska Buch y protagonizada por Jamie Bick, Jessica Schwarz, Hoang Dang-Vu, Lilly Reulein, Tobias Moretti, Justus von Dohnányi y Friedrich Heine.

## Sinopsis
Pia, una niña de once años, encuentra en su casa del árbol a un pequeño Yeti que baila con la música de su reproductor de MP3. Al principio, ambos se sobresaltan, pero al final el Yeti se convierte en un verdadero amigo de Pia, quien trata de mantenerlo oculto tanto como sea posible. Por desgracia se descubre el secreto de Yoko, y Pia deberá hacer todo lo posible para que no lo conviertan en un animal de exhibición.

## Reparto
- Jamie Bick es Pia.
- Jessica Schwarz es la madre de Pia.
- Hoang Dang-Vu es Lhapka.
- Lilly Reulein es Marcella.
- Tobias Moretti es Thor Van Sneider.
- Justus von Dohnányi es el director del zoológico.
- Friedrich Heine es Luke.